# أرملة ساحرة
أرملة ساحرة (بالإنجليزية: A Winsome Widow)‏ هي مسرحية موسيقية عام 1912 أنتجها فلورنز زيجفيلد جونيور، وكانت نسخة منقحة من أغنية رحلة إلى الحي الصيني لتشارلز هيل هويت عام 1891 مع تسجيل جون ريمون هابل.

## التاريخ
بدأ العرض لأول مرة في مولان روج في 11 أبريل 1912، واستمر حتى سبتمبر، بمجموع 172 عرضًا. (تم تقديم عرض ما قبل الافتتاح في مسرح بارسون في هارتفورد، كونيتيكت في 8 أبريل 1912).
كانت إحدى أغانيها المميزة أغنية «كن طفلي الصغير بامبل بي» لستانلي مورفي وهنري آي مارشال. لاقت المسرحية الموسيقية نجاحًا كبيرًا، وتميزت بخاتمة مميزة.
وضم فريق التمثيل الكبير إيمي ويلين وليون إيرول والأخوات دوللي سيسترز وإليزابيث بريس وفرانك تيني وتشارلز كينج. لعبت الشابة ماي ويست دورًا صغيرًا، على الرغم من أنها استقالت بعد خمسة عروض.  
على الرغم من الترحيب الجيد من قبل الجماهير، إلا أن العرض كان له آراء متباينة. وصفتها صحيفة نيويورك كليبر بأنها «مشهد من المرح والروعة»، لكن صحيفة نيويورك تايمز وصفتها بالمملة، وقال الناقد سايم سيلفرمان من فارياتي «إنها كانت على الأقل أربعين دقيقة طويلة للغاية، وممتعة مع شخصيات لا لزوم لها.» 

## فريق التمثيل
- إيمي وهلين

- ليون إيرول

- الأخوات دوللي

- إليزابيث بريس

- فرانك تيني

- كاثلين كليفورد

- تشارلز كينج

- هاري كونور

- ماي وست

## الروابط الخارجية
- A Winsome Widow at the Internet Broadway Database
- 1912 recording of Be My Little Baby Bumble Bee at the U.S. Library of Congress